# Aéroport (echipă de fotbal)
Aéroport este o echipă de club din Djibouti, câștigătoare a campionatului djiboutian de fotbal în anul 1991.